# Разгуливающий мертвец
«Разгуливающий мертвец» (англ. The Walking Dead) — фильм ужасов 1936 года с участием Бориса Карлоффа о несправедливо казнённом музыканте, которого впоследствии оживили, — и в результате он стал обладать сверхъестественными свойствами.

## Сюжет
Банда рэкетиров совершает убийство судьи и подставляет Джона Эллмана (Борис Карлофф). На суде его приговаривают к смертной казни, к чему преступники прикладывают дополнительные усилия. Позже свидетели его невиновности обнаруживаются, но из-за искусственного промедления связь с тюрьмой удаётся установить слишком поздно, и как раз в момент разговора по телефону казнь свершается.
К счастью, упомянутые свидетели работают в лаборатории доктора Эвана Бомонта (Эдмунд Гвенн), который занимается экспериментами по оживлению мёртвых. Тот забирает тело и с помощью механического сердца, инъекций, газов и высоковольтных разрядов возвращает казнённого к жизни. При обсуждении результатов доктор указывает на некое непонятное тёмное пятно на рентгеновском снимке.
Доктор и его ассистенты пытаются восстановить память у воскрешённого Джона Эллмана. В какой-то момент тот успешно музицирует на очень кстати оказавшемся там рояле. Но воспоминания его очень смутны, причём он по сути ничего не знает о происшедшем убийстве, но имеет некие сверхъестественные знания о тех, кто является истинными убийцами судьи и виновниками его собственного несправедливого обвинения. Когда к Эллману приводят судебного обвинителя, тот безразлично говорит, что не считает его своим врагом. Зато когда там оказывается главарь банды, оказывавший Эллману во время судебного процесса «услуги» адвоката, тот приходит в ярость и к недоумению присутствовавших требует, чтобы тот немедленно убирался. На проводимой презентации Эллман играет на рояле и всматривается в зал. В зале присутствует вся банда, члены которой приходят в смятение и покидают зал. Только главарь-«адвокат» сохраняет внешнее спокойствие.
Эллман начинает по ночам покидать клинику. Смотритель кладбища обнаруживает его разгуливающим среди могил, узнаёт его по фотографиям в газетах и привозит в клинику. На расспросы тот отвечает, что чувствует, что там его место. Потом Эллман начинает посещать по одному членов преступной группировки. Он находит их дома или на улице, задаёт вопросы типа «Зачем ты убил судью?» и «Зачем ты убил меня?», после чего сверхъестественным образом приводит их в ужас и умерщвляет. Внешне это выглядит как несчастные случаи.
После третьей смерти подряд оставшиеся преступники наконец забили тревогу. «Адвокат» врывается в клинику и требует отдать Эллмана в его распоряжение . Доктор возражает, что ему ещё надо над ним много работать, но те показывают ему некое постановление. Единственное, чем доктор мог возразить — то, что документ выписан на следующий день, и у них есть ещё 24 часа на исследования. Следующей ночью Эллман очередной раз отправляется на кладбище. «Адвокат» с оставшимся членом банды знают о его передвижениях и приезжают туда на машине. Эллман выходит к ним навстречу. Они начинают в ужасе палить в него из револьвера, после большого количества выстрелов Эллман падает, и те спешно уезжают. Приехавший доктор забирает Эллмана в клинику и сокрушённо сообщает, что одна из пуль попала в то самое тёмное пятно. Эллман на какое-то время приходит в сознание — и в этот момент машина с преступниками, мчавшаяся по ночной дороге, теряет управление и врезается в столб линии электропередачи. На машину падают провода и она сверкает электрическими разрядами.

## В ролях
- Борис Карлофф — Джон Эллман
- Эдмунд Гвенн — доктор Эван Бомонт
- Рикардо Кортес — Нолан
- Маргарит Черчилль — Нэнси
- Генри О’Нил — окружной прокурор